# ماریه کوواژووا
ماریه کوواژووا (انگلیسی: Marie Kovářová؛ زادهٔ ۱۱ مهٔ ۱۹۲۷) ژیمناست هنری اهل چکسلواکی است.